# Phyllanthus valleanus
Phyllanthus valleanus är en emblikaväxtart som beskrevs av Léon Camille Marius Croizat. Phyllanthus valleanus ingår i släktet Phyllanthus och familjen emblikaväxter.
Artens utbredningsområde är Colombia. Inga underarter finns listade i Catalogue of Life.